# Google Messages
Google Messages (ehemals Messenger und Android Messages) ist eine SMS- und Instant-Messaging-Anwendung, die von Google für sein mobiles Betriebssystem Android entwickelt wird. Die App wurde am 12. November 2014 eingeführt. Eine Webschnittstelle ist ebenfalls verfügbar. Seit 2018 werden Nachrichten der Rich Communication Services (RCS) unterstützt.

## Geschichte
Im Zuge der Einführung von Android 5.0 Lollipop im November 2014 wurde die App unter dem Namen Messenger veröffentlicht und ersetzte Google Hangouts als Standard-SMS-App auf Nexus-Smartphones.
Anfang 2017 wurde Messenger in Android Messages umbenannt.
Der Videotelefonie-Dienst Google Duo war bis zu dessen Abschaltung Ende 2022 teilweise integriert.
Mitte 2018 wurde eine Webanwendung unter messages.android.com gestartet. Nach einer erneuten Umbenennung zu Messages im Oktober 2018 ist die Webanwendung seit März 2019 unter messages.google.com erreichbar.
Im April 2019 wurde eine Funktion zum Versenden von beliebigen Dateien hinzugefügt.
Im Dezember 2019 führte Google die Unterstützung für RCS-Nachrichten in den Vereinigten Staaten, Großbritannien, Frankreich und Mexiko ein. Darauf folgte eine breitere Einführung während der COVID-19-Pandemie unter anderem in den Niederlanden, Italien und Portugal, etwas später auch in Deutschland.
Seit Mai 2020 hat die App laut Play Store mehr als eine Milliarde Installationen.
Im Rahmen der späteren Einführung neuer Effekte und Formatierungsmöglichkeiten folgte im Dezember 2023 die Bezeichnung Google Messages.

## Features
Die App unterstützt RCS über Jibes Server, die das Universal Profile des RCS verwenden.
Sie unterstützt Ende-zu-Ende-Verschlüsselung, wenn sowohl Sender als auch Empfänger die App nutzen.
Die Webseite ermöglicht das Senden und Empfangen von Nachrichten, vorausgesetzt das verknüpfte Telefon ist mit dem Internet verbunden.

## Kritik
Der Informatik-Professor Douglas J. Leith bemängelte anhand von Untersuchungen, dass die Kommunikations-Apps Messages und Telefon ungefragt und ohne Wissen der Nutzer in großem Stil zahlreiche Daten an Google-Server senden, darunter
- SHA256 Hash jeder einzelnen versendeten Nachricht
- jede Telefonnummer jeder eingehenden und ausgehenden Nachricht
- jede Telefonnummer jedes eingehenden und ausgehenden Telefonates
- jeden Zeitstempel ausgehender und eingehender Nachrichten
- jeden Zeitstempel ausgehender und eingehender Anrufe
- die Dauer ausgehender und eingehender Anrufe
- alles in Kombination mit den verfügbaren Nutzerdaten, um es eindeutig zuzuordnen.

Leith schätzt ein, dass der Hash der Nachrichten mit einer hinreichend großen Vergleichstabelle Rückschlüsse auf die Nachricht geben könne. Google erklärte, der Nachrichten-Hash werde zur Erkennung von Übertragungsfehlern verwendet und Telefonnummern zur Spam-Erkennung benötigt. Das Event-Logging diene der Analyse der Nutzung der App.